# Brazo muerto

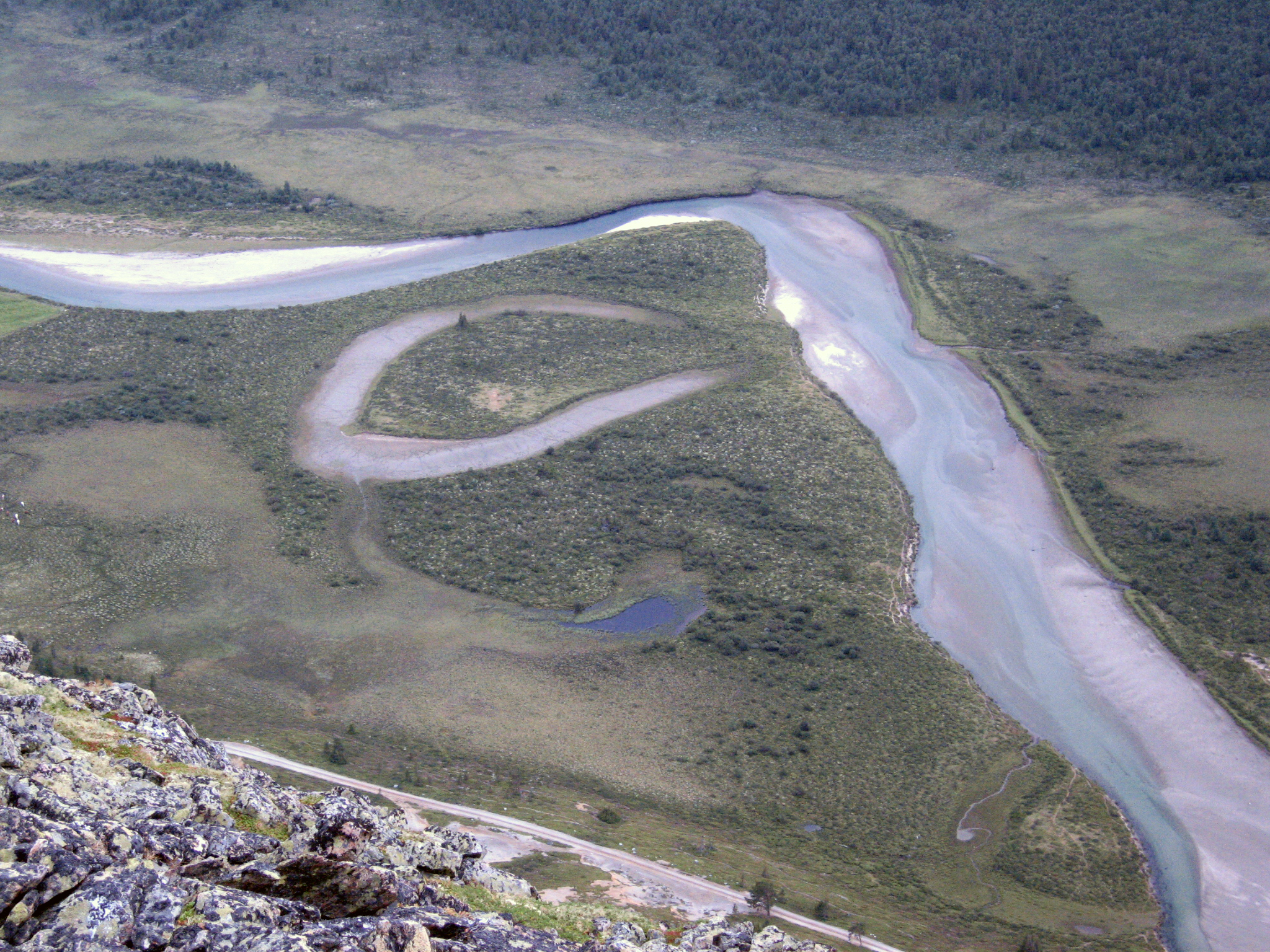
Meandro y brazo muerto (Escandinavia).

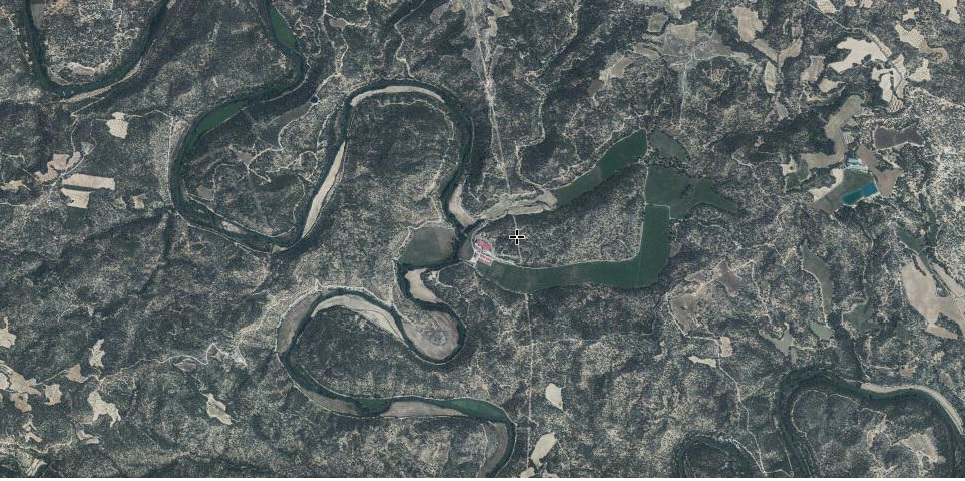
Hoz abandonada del río Cabriel en la Reserva de la Biosfera del Valle del Cabriel (España).

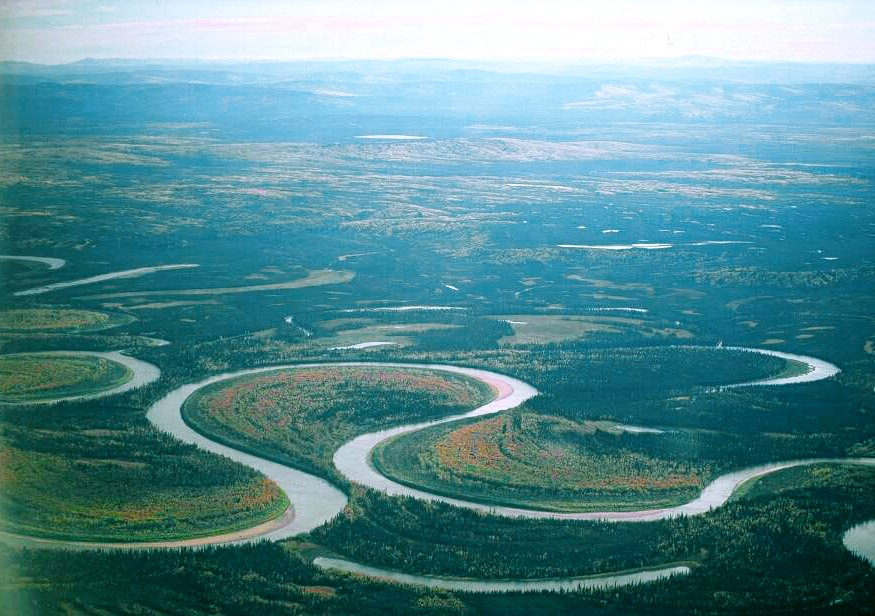
Vista de la formación de un brazo muerto en el río Nowitna, en Alaska.

Un brazo muerto, meandro abandonado, hoz abandonada, lago en herradura o galacho (del inglés: 'oxbow lake'), en francés: bras mort, es un pequeño lago en forma de U que se forma en la curva de un meandro abandonado de un canal fluvial. Se forma en general cuando el río corta el cuello de un meandro para acortar su curso, lo que hace que el antiguo canal quede rápidamente bloqueado, y luego quede separado del cauce. Si sólo se corta una curva, el lago formado tendrá forma de media luna, mientras que si quedan aisladas más de una curva, el lago tendrá forma serpentinada. Este accidente geográfico se llama en inglés oxbow lake (lago de yugo o de herradura) por la distintiva forma curvada que se produce como consecuencia de este proceso. En Australia a este tipo de lagos se les llama billabong. Por sí mismo, el término oxbow también puede designar una curva de un río o corriente, esté o no separada de la corriente principal.
Los brazos muentos implican la transferencia de terrenos de una ribera del río a la otra, lo cual se ha sugerido como un posible mecanismo de especiación alopátrica para animales y plantas que tienen dificultad para cruzar o dejar descendencia al otro lado de un río de cierta anchura.

## Formación
Un brazo muerto se forma cuando un río crea un meandro debido a la erosión sobre las orillas a causa de la acción hidráulica y la abrasión/corrosión. Después de un largo período de tiempo este meandro se va curvando cada vez más, y con el tiempo, finalmente puede suceder que el cuello del meandro acabe tocando el lado opuesto y el río corte por el cuello, separando el meandro que formará el brazo muerto.

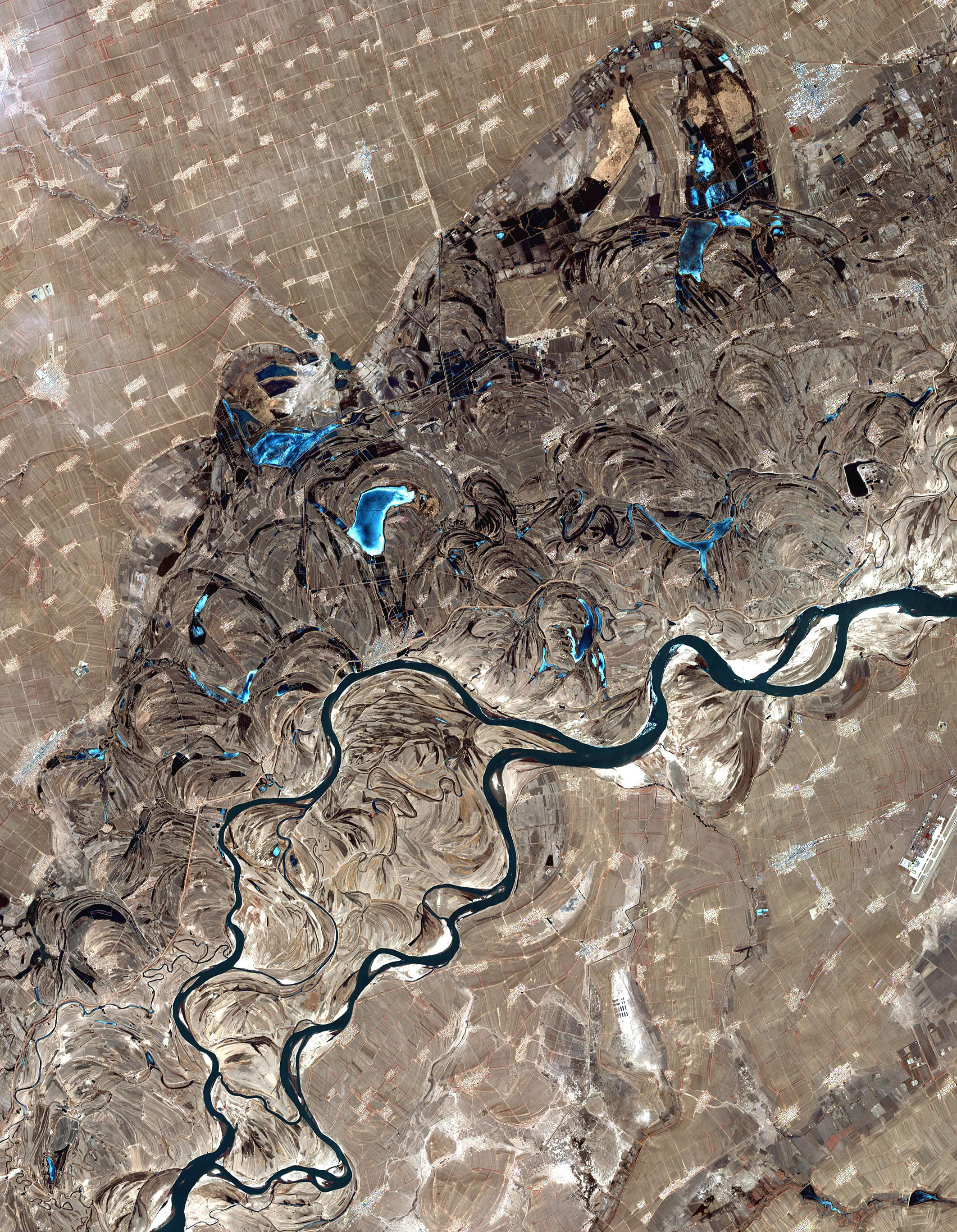
Vista de satélite del río Songhua, en China Nororiental. Se ven los meandros y curvas, mostrando el antiguo curso así como los brazos muertos.

Cuando un río alcanza una zona de llanura extensa, a menudo en su curso final hasta el mar o hacia un lago, describe numerosos meandros. En las proximidades de una curva del río, los sedimentos se depositan en la orilla convexa (la orilla de radio más pequeño). En contraste, tanto la erosión lateral como el corte inferior acontecen en el lado u orilla cóncava (la orilla de radio más amplio). La continua deposición en la orilla convexa y la erosión de la orilla cóncava causan la formación de un meandro muy pronunciado, con las dos orillas cóncavas que se van aproximando. El estrecho cuello de tierra entre las dos orillas vecinas cóncavas finalmente acaba cortándose, bien por la erosión lateral de ambas orillas cóncavas o por las fuertes corrientes de una inundación. Cuando esto ocurre, se crea un nuevo canal fluvial más recto, que enseguida se profundiza al discurrir más rápido el agua menor por ser menor el recorrido, y el lazo del meandro queda abandonado. Cuando la deposición finalmente sella el atajo del canal del río, se forma el brazo muerto. Este proceso tiene lugar a lo largo del tiempo, con una duración diferente, desde varios años a varias décadas y puede a veces ser esencialmente estáticos.

## Ejemplos

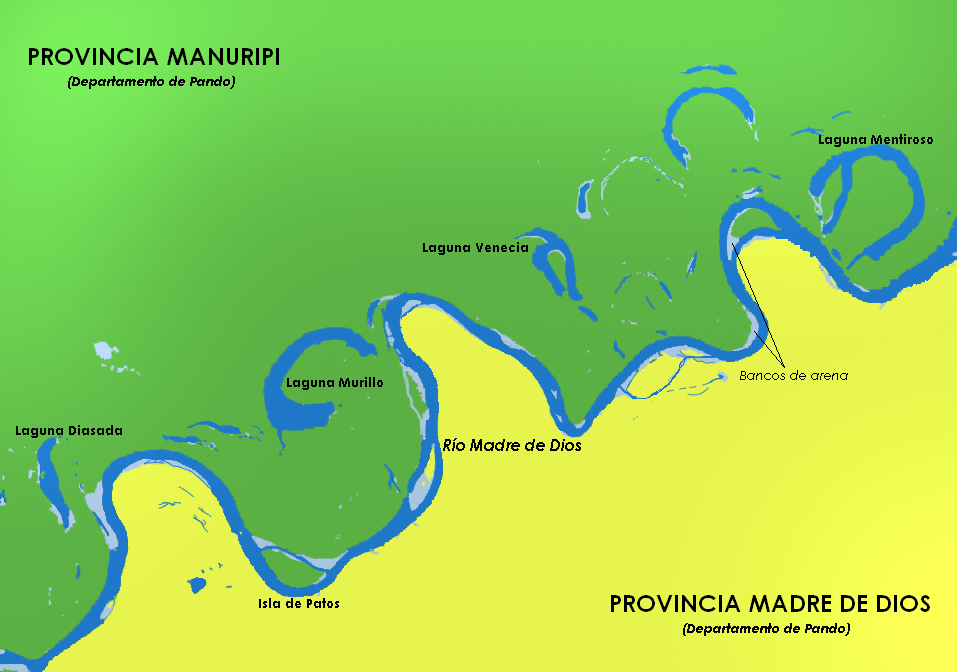
Mapa que muestra las lagunas en herradura que ocupan los antiguos meandros abandonados del río Madre de Dios, en Bolivia.

Algunos ejemplos destacados de brazos abandonados son:
- la  laguna Murillo (de 11 km de largo y una superficie 7,6 km²), la laguna Mentiroso (de 15 km de largo y una superficie 6,9 km²) y la laguna Diasada (de 5,5 km de largo y una superficie 4,5 km²), lagos en herradura en el río Madre de Dios, en Bolivia.
- el lago Reelfoot en Tennessee occidental, del río Misisipi, formado tras los terremotos de Nueva Madrid de 1811–1812.
- el lago Chicot, ubicado cerca de Lake Village (Arkansas), fue en origen parte del río Misisipi.
- The Oxbow, del río Connecticut.

Un ejemplo destacado y raro de hoz abandonada es:
- la hoz abandonada del río Cabriel "El palomarejo" en Venta del Moro (Comunidad Valenciana), España.